# Челаковский, Ладислав Йозеф
Лади́слав Йо́зеф Челако́вский (чеш. Ladislav Josef Čelakovský; 1834—1902) — чешский ботаник. Его основные научные интересы — морфология растений, систематика, флористика, история науки, в том числе история чешской ботаники.

## Краткая биография
Родился в семье известного чешского поэта, филолога и журналиста Франтишека Ладислава Челаковского (чеш. František Ladislav Čelakovský, 1799—1852).
Получил образование в Пражском университете.
С 1860 года работал в Пражском национальном музее и преподавал в Пражском университете.
В 1868—1883 подробно исследовал флору Чехии; впервые описал многие виды растений.
С 1877 года — член Чешского королевского научного общества.
Ладислав Йозеф Челаковский в 1879—1900 годах провёл обширные исследования и опубликовал ряд работ по морфологии репродуктивных органов хвойных растений, развив и обосновав так называемую «Теорию пазушного брахибласта», выдвинутую немецким ботаником Александром Брауном (нем. Alexander Carl Heinrich Braun, 1805—1877).
С 1880 года — профессор Пражского университета.
С 1890 — член Чешской академии наук и искусств.
В честь Ладислава Йозефа Челаковского названы:
Подрод Волчеягодника (Daphne) — Celakovskya Halda.
Виды:
- Белокопытник Челаковского (Petasites × celakovskyi Matousch.) из семейства Астровые, растущий в Чехии и Словакии
- Антехризантемум Челаковского (Anthechrysanthemum × celakovskyi Domin)
- Мелколепестник Челаковского (Erigeron celakovskyi Rohlena)
- Астраканта Челаковского (Astracantha celakovskyana (Freyn & Bornm.) Podlech)
- Чина Челаковского (Lathyrus celakovskyi Širj.)
- Кипрей Челаковского (Epilobium × celakovskyanum Hausskn.)
- Орхис Челаковского (Orchis celakovskyi Rohlena)
- Прострел Челаковского (Pulsatilla celakovskyana Domin)

## Другие Челаковские
Его сын, Ладислав Франтишек Челаковский (чеш. Ladislav František Čelakovský, 1864—1916), был микологом. Стандартная сокращённая запись его фамилии в ботанических (микологических) таксонах — «L.F.Čelak.» (или «L.F.Celak.»).
Младший брат Ладислава Йозефа Челаковского, Яромир Челаковский (чеш. Jaromír Čelakovský, 1846—1914), был известным историком.